# Nicolai Jørgensen
Nicolai Jørgensen (Fredericia, 15 gennaio 1991) è un ex calciatore danese, di ruolo attaccante.

## Carriera

### Club
Dopo aver giocato nel settore giovanile di due delle maggiori società del suo paese, tra la stagione 2008-2009 e 2009-2010 gioca in pianta stabile nella prima squadra dell'AB, con cui totalizza 37 presenze e 7 goal. Al termine della stagione 2009-2010 viene acquistato dal Bayer Leverkusen in cambio di 800000 €; con la squadra tedesca realizzerà 5 presenze nella fase a gironi di Europa League e 7 presenze nel girone di andata del campionato, senza mai andare in rete.
Nel gennaio 2012, visto il poco spazio trovato al Leverkusen, passa in prestito oneroso (30000 €) al Kaiserslautern. Dopo solo 5 presenze con il club tedesco, passa in prestito al Copenaghen, che successivamente lo riscatta per 670000 €. Il 17 settembre 2013, in Champions League, segna il gol dell'1-0 contro la Juventus, anticipando Chiellini e superando con un tocco preciso Buffon. Il 18 settembre 2014, in una sfida valida per la fase a gironi dell'Europa League, realizza una doppietta contro l'HJK Helsinki (2-0).
Il 17 giugno 2016 viene acquistato per 3,5 milioni di euro dal Feyenoord, con cui firma un contratto quinquennale e sceglie di indossare la maglia numero 9.
Il 24 luglio 2021 firma un contratto biennale con i turchi del Kasımpaşa.

### Nazionale
Ha giocato per le nazionali giovanili danesi dall'Under-18 all'Under-21. Dal 2011 è nel giro della nazionale maggiore. Dalla stessa nazionale è stato convocato per i Mondiali 2018, sbagliando il rigore decisivo nell'ottavo di finale perso ai rigori contro la Croazia. A causa di questo errore dal dischetto è stato vittima di minacce di morte sui social in patria.

## Statistiche

### Presenze e reti nei club
Statistiche aggiornate al 30 giugno 2022.
| Stagione                | Squadra                 | Campionato              | Campionato | Campionato | Coppe nazionali | Coppe nazionali | Coppe nazionali | Coppe continentali | Coppe continentali | Coppe continentali | Altre coppe | Altre coppe | Altre coppe | Totale | Totale |
| Stagione                | Squadra                 | Comp                    | Pres       | Reti       | Comp            | Pres            | Reti            | Comp               | Pres               | Reti               | Comp        | Pres        | Reti        | Pres   | Reti   |
| ----------------------- | ----------------------- | ----------------------- | ---------- | ---------- | --------------- | --------------- | --------------- | ------------------ | ------------------ | ------------------ | ----------- | ----------- | ----------- | ------ | ------ |
| 2008-2009               | AB                      | NL                      | 8          | 0          | CD              | -               | -               | -                  | -                  | -                  | -           | -           | -           | 9      | 0      |
| 2009-2010               | AB                      | NL                      | 23         | 7          | CD              | 1               | 1               | -                  | -                  | -                  | -           | -           | -           | 24     | 8      |
| Totale AB               | Totale AB               | Totale AB               | 31         | 7          |                 | 1               | 1               |                    | -                  | -                  |             | -           | -           | 32     | 8      |
| 2010-2011               | Bayer Leverkusen        | BL                      | 9          | 0          | CG              | 1               | 0               | UEL                | 8                  | 0                  | -           | -           | -           | 18     | 0      |
| 2011-gen. 2012          | Bayer Leverkusen        | BL                      | 1          | 0          | CG              | -               | -               | UCL                | 2                  | 0                  | -           | -           | -           | 3      | 0      |
| Totale Bayer Leverkusen | Totale Bayer Leverkusen | Totale Bayer Leverkusen | 10         | 0          |                 | 1               | 0               |                    | 10                 | 0                  |             | -           | -           | 21     | 0      |
| gen.-giu. 2012          | Kaiserslautern          | BL                      | 5          | 0          | CG              | -               | -               | -                  | -                  | -                  | -           | -           | -           | 5      | 0      |
| 2012-2013               | Copenaghen              | SL                      | 27         | 11         | CD              | 1               | 0               | UCL+UEL            | 4+4                | 1+0                | -           | -           | -           | 36     | 12     |
| 2013-2014               | Copenaghen              | SL                      | 16         | 7          | CD              | 2               | 0               | UCL                | 6                  | 1                  | -           | -           | -           | 37     | 12     |
| 2014-2015               | Copenaghen              | SL                      | 25         | 10         | CD              | 4               | 0               | UCL+UEL            | 2+6                | 0+2                | -           | -           | -           | 37     | 12     |
| 2015-2016               | Copenaghen              | SL                      | 31         | 15         | CD              | 5               | 2               | UEL                | 4                  | 2                  | -           | -           | -           | 40     | 19     |
| 2016-2017               | Feyenoord               | ED                      | 32         | 21         | CO              | 3               | 2               | UEL                | 6                  | 2                  | SO          | 1           | 0           | 42     | 25     |
| 2017-2018               | Feyenoord               | ED                      | 26         | 10         | CO              | 3               | 1               | UCL                | 4                  | 2                  | SO          | 1           | 0           | 34     | 13     |
| 2018-2019               | Feyenoord               | ED                      | 24         | 7          | CO              | 4               | 3               | UEL                | -                  | -                  | SO          | -           | -           | 28     | 10     |
| 2019-2020               | Feyenoord               | ED                      | 13         | 5          | CO              | 3               | 0               | UEL                | 2                  | 0                  | -           | -           | -           | 18     | 5      |
| 2020-2021               | Feyenoord               | ED                      | 23+2       | 5          | CO              | 1               | 0               | UEL                | 3                  | 0                  | -           | -           | -           | 29     | 5      |
| Totale Feyenoord        | Totale Feyenoord        | Totale Feyenoord        | 120        | 48         |                 | 14              | 6               |                    | 15                 | 4                  |             | 2           | 0           | 151    | 58     |
| 2021-gen. 2022          | Kasımpaşa               | SL                      | 15         | 2          | TK              | 0               | 0               | -                  | -                  | -                  | -           | -           | -           | 15     | 2      |
| gen.-giu. 2022          | Copenaghen              | SL                      | 4+5        | 1+0        | CD              | 0               | 0               | UECL               | 0                  | 0                  | -           | -           | -           | 9      | 1      |
| Totale Copenaghen       | Totale Copenaghen       | Totale Copenaghen       | 108        | 44         |                 | 12              | 2               |                    | 26                 | 6                  |             | -           | -           | 146    | 52     |
| Totale carriera         | Totale carriera         | Totale carriera         | 289        | 101        |                 | 28              | 9               |                    | 51                 | 10                 |             | 2           | 0           | 370    | 120    |

### Cronologia presenze e reti in nazionale
| Cronologia completa delle presenze e delle reti in nazionale ― Danimarca | Cronologia completa delle presenze e delle reti in nazionale ― Danimarca | Cronologia completa delle presenze e delle reti in nazionale ― Danimarca | Cronologia completa delle presenze e delle reti in nazionale ― Danimarca | Cronologia completa delle presenze e delle reti in nazionale ― Danimarca | Cronologia completa delle presenze e delle reti in nazionale ― Danimarca | Cronologia completa delle presenze e delle reti in nazionale ― Danimarca | Cronologia completa delle presenze e delle reti in nazionale ― Danimarca |
| Data                                                                     | Città                                                                    | In casa                                                                  | Risultato                                                                | Ospiti                                                                   | Competizione                                                             | Reti                                                                     | Note                                                                     |
| ------------------------------------------------------------------------ | ------------------------------------------------------------------------ | ------------------------------------------------------------------------ | ------------------------------------------------------------------------ | ------------------------------------------------------------------------ | ------------------------------------------------------------------------ | ------------------------------------------------------------------------ | ------------------------------------------------------------------------ |
| 11-11-2011                                                               | Copenaghen                                                               | Danimarca                                                                | 2 – 0                                                                    | Svezia                                                                   | Amichevole                                                               | -                                                                        | 71’                                                                      |
| 15-11-2011                                                               | Esbjerg                                                                  | Danimarca                                                                | 2 – 1                                                                    | Finlandia                                                                | Amichevole                                                               | -                                                                        | 58’                                                                      |
| 8-9-2012                                                                 | Copenaghen                                                               | Danimarca                                                                | 0 – 0                                                                    | Rep. Ceca                                                                | Qual. Mondiali 2014                                                      | -                                                                        | 71’                                                                      |
| 26-1-2013                                                                | Tucson                                                                   | Canada                                                                   | 0 – 4                                                                    | Danimarca                                                                | Amichevole                                                               | -                                                                        |                                                                          |
| 31-1-2013                                                                | Glendale                                                                 | Messico                                                                  | 1 – 1                                                                    | Danimarca                                                                | Amichevole                                                               | -                                                                        | 73’                                                                      |
| 6-2-2013                                                                 | Skopje                                                                   | Macedonia                                                                | 3 – 0                                                                    | Danimarca                                                                | Amichevole                                                               | -                                                                        | 58’                                                                      |
| 22-3-2013                                                                | Olomouc                                                                  | Rep. Ceca                                                                | 0 – 3                                                                    | Danimarca                                                                | Qual. Mondiali 2014                                                      | -                                                                        | 18’ 66’                                                                  |
| 26-3-2013                                                                | Copenaghen                                                               | Danimarca                                                                | 1 – 1                                                                    | Bulgaria                                                                 | Qual. Mondiali 2014                                                      | -                                                                        | 54’ 71’                                                                  |
| 15-11-2013                                                               | Herning                                                                  | Danimarca                                                                | 2 – 1                                                                    | Norvegia                                                                 | Amichevole                                                               | -                                                                        | 41’                                                                      |
| 29-3-2015                                                                | Saint-Étienne                                                            | Francia                                                                  | 2 – 0                                                                    | Danimarca                                                                | Amichevole                                                               | -                                                                        | 57’                                                                      |
| 4-9-2015                                                                 | Copenaghen                                                               | Danimarca                                                                | 0 – 0                                                                    | Albania                                                                  | Qual. Euro 2016                                                          | -                                                                        |                                                                          |
| 7-9-2015                                                                 | Erevan                                                                   | Armenia                                                                  | 0 – 0                                                                    | Danimarca                                                                | Qual. Euro 2016                                                          | -                                                                        | 63’ 64’                                                                  |
| 8-10-2015                                                                | Braga                                                                    | Portogallo                                                               | 1 – 0                                                                    | Danimarca                                                                | Qual. Euro 2016                                                          | -                                                                        | 69’                                                                      |
| 11-10-2015                                                               | Copenaghen                                                               | Danimarca                                                                | 1 – 2                                                                    | Francia                                                                  | Amichevole                                                               | -                                                                        | 56’                                                                      |
| 14-11-2015                                                               | Solna                                                                    | Svezia                                                                   | 2 – 1                                                                    | Danimarca                                                                | Qual. Euro 2016                                                          | 1                                                                        | 54’                                                                      |
| 17-11-2015                                                               | Copenaghen                                                               | Danimarca                                                                | 2 – 2                                                                    | Svezia                                                                   | Qual. Euro 2016                                                          | -                                                                        |                                                                          |
| 24-3-2016                                                                | Herning                                                                  | Danimarca                                                                | 2 – 1                                                                    | Islanda                                                                  | Amichevole                                                               | 2                                                                        | 62’                                                                      |
| 29-3-2016                                                                | Glasgow                                                                  | Scozia                                                                   | 1 – 0                                                                    | Danimarca                                                                | Amichevole                                                               | -                                                                        |                                                                          |
| 31-8-2016                                                                | Horsens                                                                  | Danimarca                                                                | 5 – 0                                                                    | Liechtenstein                                                            | Amichevole                                                               | 2                                                                        | 76’                                                                      |
| 4-9-2016                                                                 | Copenaghen                                                               | Danimarca                                                                | 1 – 0                                                                    | Armenia                                                                  | Qual. Mondiali 2018                                                      | -                                                                        |                                                                          |
| 8-10-2016                                                                | Varsavia                                                                 | Polonia                                                                  | 3 – 2                                                                    | Danimarca                                                                | Qual. Mondiali 2018                                                      | -                                                                        |                                                                          |
| 11-10-2016                                                               | Copenaghen                                                               | Danimarca                                                                | 0 – 1                                                                    | Montenegro                                                               | Qual. Mondiali 2018                                                      | -                                                                        |                                                                          |
| 11-11-2016                                                               | Copenaghen                                                               | Danimarca                                                                | 4 – 1                                                                    | Kazakistan                                                               | Qual. Mondiali 2018                                                      | -                                                                        | 80’                                                                      |
| 15-11-2016                                                               | Mladá Boleslav                                                           | Rep. Ceca                                                                | 1 – 1                                                                    | Danimarca                                                                | Amichevole                                                               | 1                                                                        | 20’ 46’                                                                  |
| 6-6-2017                                                                 | Brøndby                                                                  | Danimarca                                                                | 1 – 1                                                                    | Germania                                                                 | Amichevole                                                               | -                                                                        | 76’                                                                      |
| 10-6-2017                                                                | Astana                                                                   | Kazakistan                                                               | 1 – 3                                                                    | Danimarca                                                                | Qual. Mondiali 2018                                                      | 1                                                                        |                                                                          |
| 1-9-2017                                                                 | Copenaghen                                                               | Danimarca                                                                | 4 – 0                                                                    | Polonia                                                                  | Qual. Mondiali 2018                                                      | 1                                                                        | 82’                                                                      |
| 4-9-2017                                                                 | Erevan                                                                   | Armenia                                                                  | 1 – 4                                                                    | Danimarca                                                                | Qual. Mondiali 2018                                                      | -                                                                        |                                                                          |
| 11-11-2017                                                               | Copenaghen                                                               | Danimarca                                                                | 0 – 0                                                                    | Irlanda                                                                  | Qual. Mondiali 2018                                                      | -                                                                        |                                                                          |
| 14-11-2017                                                               | Dublino                                                                  | Irlanda                                                                  | 1 – 5                                                                    | Danimarca                                                                | Qual. Mondiali 2018                                                      | -                                                                        | 84’                                                                      |
| 22-3-2018                                                                | Brøndby                                                                  | Danimarca                                                                | 1 – 0                                                                    | Panama                                                                   | Amichevole                                                               | -                                                                        |                                                                          |
| 2-6-2018                                                                 | Solna                                                                    | Svezia                                                                   | 0 – 0                                                                    | Danimarca                                                                | Amichevole                                                               | -                                                                        | 64’                                                                      |
| 9-6-2018                                                                 | Brøndby                                                                  | Danimarca                                                                | 2 – 0                                                                    | Messico                                                                  | Amichevole                                                               | -                                                                        | 46’                                                                      |
| 16-6-2018                                                                | Saransk                                                                  | Perù                                                                     | 0 – 1                                                                    | Danimarca                                                                | Mondiali 2018 - 1º turno                                                 | -                                                                        |                                                                          |
| 21-6-2018                                                                | Samara                                                                   | Danimarca                                                                | 1 – 1                                                                    | Australia                                                                | Mondiali 2018 - 1º turno                                                 | -                                                                        | 68’                                                                      |
| 1-6-2018                                                                 | Nižnij Novgorod                                                          | Croazia                                                                  | 1 – 1 dts (3 – 2 dtr)                                                    | Danimarca                                                                | Mondiali 2018 - Ottavi di finale                                         | -                                                                        | 66’                                                                      |
| 16-11-2018                                                               | Cardiff                                                                  | Galles                                                                   | 1 – 2                                                                    | Danimarca                                                                | UEFA Nations League 2018-2019 - 1º turno                                 | 1                                                                        | 70’                                                                      |
| 19-11-2018                                                               | Aarhus                                                                   | Danimarca                                                                | 0 – 0                                                                    | Irlanda                                                                  | UEFA Nations League 2018-2019 - 1º turno                                 | -                                                                        |                                                                          |
| 21-3-2019                                                                | Pristina                                                                 | Kosovo                                                                   | 2 – 2                                                                    | Danimarca                                                                | Amichevole                                                               | -                                                                        | 60’                                                                      |
| 26-3-2019                                                                | Basilea                                                                  | Svizzera                                                                 | 3 – 3                                                                    | Danimarca                                                                | Qual. Euro 2020                                                          | -                                                                        | 38’ 70’                                                                  |
| 7-6-2019                                                                 | Copenaghen                                                               | Danimarca                                                                | 1 – 1                                                                    | Irlanda                                                                  | Qual. Euro 2020                                                          | -                                                                        |                                                                          |
| Totale                                                                   |                                                                          | Presenze                                                                 | 41                                                                       |                                                                          | Reti                                                                     | 9                                                                        |                                                                          |

## Palmarès

### Club

#### Competizioni nazionali
- Campionato danese: 3

Copenaghen: 2012-2013, 2015-2016, 2021-2022
- Campionato olandese: 1

Feyenoord: 2016-2017
- Supercoppa dei Paesi Bassi: 1

Feyenoord: 2017
- Coppa dei Paesi Bassi: 1

Feyenoord: 2017-2018

### Individuali
- Capocannoniere dell'Eredivisie:

2016-2017 (21 gol)